# Wiekevorst
Wiekevorst is een dorp in de Belgische provincie Antwerpen en een deelgemeente van Heist-op-den-Berg. Wiekevorst was een zelfstandige gemeente tot aan de gemeentelijke herindeling van 1977.

## Toponymie
De naam Wiekevorst betekent "omheind bos".

## Geschiedenis
Wiekevorst ontstond uit nederzettingen van arbeiders die turf kwamen steken uit de toen nog moerassige ondergrond.
In 1213 werd Wiekevorst voor het eerst vermeld, als Wichenvorst. Wiekevorst was toen bestuurlijk en kerkelijk afhankelijk van Herenthout. Pas in de 15e eeuw kreeg Wiekevorst enig belang, en wel door de turfwinning. Pas in 1621 werd Wiekevorst een zelfstandige heerlijkheid, die afgescheiden werd van die van Herenthout. In 1648 werd deze heerlijkheid door koning Filips IV van Spanje uitgegeven aan Rudolfo van Navarro. Later werden de families de Locquenghien en Van Zuylen van Nyevelt nog heer van deze heerlijkheid. 
Wiekevorst werd in de Franse tijd een zelfstandige gemeente en bleef dit tot einde 1976 toen de gemeente opging in de fusiegemeente Heist-op-den-Berg.

## Geografie
Wiekevorst heeft een oppervlakte van 11,35 km² en telt 3.839 inwoners. Het is daarmee de dunstbevolkte deelgemeente van Heist-op-den-Berg.

### Hydrografie
- Ca. 80% van de vroegere gemeentegrenzen van Wiekevorst bestond uit waterlopen, het merendeel hiervan (65%) bestond uit de rivier de Wimp die een natuurlijke grens vormt tussen Wiekevorst en Herentals (Morkhoven). De overige 35% wordt begrensd door de Leibeek en de Goorloop.

### Topografie
Het hoogste punt van Wiekevorst bevindt zich ter hoogte van de straat Wittegracht en meet ongeveer 11 meter boven zeeniveau.

### Aangrenzende gemeenten
Wiekevorst grenst in het noorden aan Herenthout en Morkhoven, waar het grootste gedeelte van de grens de rivier de Wimp bedraagt, in het oosten Heultje, in het zuidoosten Hulshout, in het zuiden Heist-op-den-Berg en ten slotte in het westen Itegem.

## Bezienswaardigheden

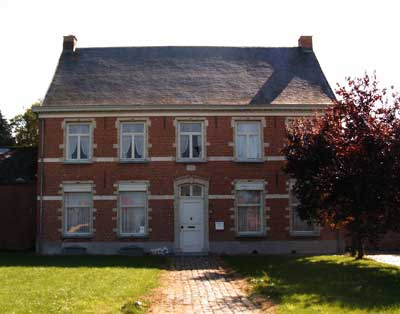
Pastoriegebouw uit 1763

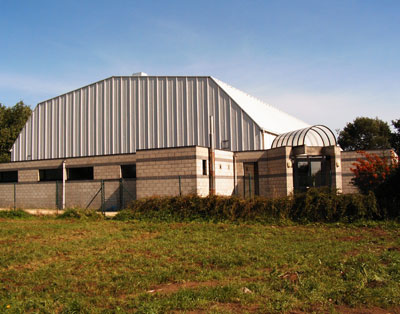
Sporthal De Wimpel

- De Sint-Jan Baptistkerk, daterende uit 1757 en gebouwd in Nieuwgriekse stijl.
- De pastorie, uit 1763.
- De Wimpelhoeve, een van oorsprong middeleeuwse hoeve. De monumentale lemen schuur met rieten schilddak is beschermd.
- Klein Scherpenheuvel, een kapel genoemd naar de gelijkenis met de grote basiliek in Scherpenheuvel
- De Krijserskapel of Onze-Lieve-Vrouw-Toevlucht-der-Zondaarskapel, uit 1754.
- Het Gildenhuis, vroeger afspanning "De Doornboom", dateert uit de 18de eeuw.

## Demografische ontwikkeling
- Bronnen:NIS, Opm:1806 tot en met 1970=volkstellingen; 1976 = inwoneraantal op 31 december

## Politiek

### Geschiedenis

#### Lijst van burgemeesters
| Tijdspanne | Tijdspanne  | Burgemeester                                   |
| ---------- | ----------- | ---------------------------------------------- |
|            | 1800 - 1807 | Jean Jacques Daems                             |
|            | 1808 - 1828 | Franciscus Josephus Bellens                    |
|            | 1829 - 1848 | Petrus Gommarus Gastmans                       |
|            | 1848 - 1874 | Franciscus Josephus Bellens                    |
|            | 1874 - 1884 | Josephus Aerts                                 |
|            | 1885 - 1907 | Victor Verstappen                              |
|            | 1908 - 1914 | Frans Heylen                                   |
|            | 1914 - 1921 | Cornelius Vervoort                             |
|            | 1921 - 1926 | Emiel Van Asbroeck                             |
|            | 1926 - 1928 | Constantinus Bruynseels                        |
|            | 1928 - 1941 | Pieter Frans Schoeters                         |
|            | 1941 - 1944 | Ludovicus Naulaerts (VNV, oorlogsburgemeester) |
|            | 1944 - 1953 | Pieter Frans Schoeters                         |
|            | 1953 - 1959 | Emiel Van Asbroeck                             |
|            | 1959 - 1965 | Ludovicus Naulaerts                            |
|            | 1965 - 1976 | Frans Verwimp                                  |

## Cultuur

### Dialect
In het lokale dialect wordt Wiekevorst als Wikkeveust uitgesproken.

## Bekende inwoners

### Geboren in Wiekevorst
- Vitalis Van den Bruel (1844-1914): doctor in godgeleerdheid, abt van Floreffe en procurator van de Orde van de Heilige Stoel.
- Louis Van Bauwel (1888-1948): advocaat, rechter in de Antwerpse rechtbank van eerste aanleg en hoogleraar aan KU Leuven.

### Wonend in Wiekevorst
- Leon Liekens (1927 - 2004), motorcrosser
- Jimmy Ross (1936 - 2000): zanger, begraven op het lokale kerkhof
- Jorinde Verwimp (1994): dressuuramazone, plaatste zich voor Rio 2016

## Nabijgelegen kernen
Morkhoven, Herenthout, Itegem, Hulshout, Zoerle-Parwijs